# پناه کوه
پناه کوه، روستایی از توابع بخش خضرآباد شهرستان اشکذر در استان یزد ایران است.

## جمعیت
این روستا در دهستان کذاب قرار دارد و براساس سرشماری مرکز آمار ایران در سال ۱۳۸۵، جمعیت آن ۴۰ نفر (۱۰خانوار) بوده‌است.